# Цепов, Роман Игоревич
Рома́н И́горевич Це́пов (22 июля 1962 года, Колпино, Ленинград — 24 сентября 2004 года, Санкт-Петербург) — российский предприниматель и телепродюсер.
Учредитель охранного предприятия, обеспечивавшего в 1990-е годы безопасность высших должностных лиц Санкт-Петербурга, в том числе Анатолия Собчака и Владимира Путина. Фигурант ряда уголовных дел тех лет. В начале 2000-х годов обладал большим влиянием в деловой и политической жизни Петербурга.
Скончался от отравления осенью 2004 года. После смерти бывшего сотрудника ФСБ Александра Литвиненко от отравления радиоактивным полонием-210 в СМИ отмечалось сходство симптомов у Цепова и Литвиненко.

## Биография
По окончании школы работал на Ижорском заводе, окончил Высшее политическое училище МВД СССР, служил во Внутренних войсках МВД на политических должностях, затем в научно-исследовательском институте. Из МВД уволен в 1990 году в звании капитана. В 1992 году создал охранное предприятие «Балтик-Эскорт», которое и возглавил (зарегистрировано в апреле 1993 года). Охранял высших должностных лиц Петербурга, в том числе мэра Анатолия Собчака и его семью, а также вице-мэра Владимира Путина, с которым ему приписывали тесные связи. По утверждению Александра Невзорова, Роман Цепов являлся внедрённым сотрудником МВД в преступный мир Санкт-Петербурга и оставался им вплоть до самой смерти.

## Предполагаемая криминальная деятельность
Цепов оказывал охранные услуги ряду криминальных авторитетов, в частности, семье лидера «Малышевской» группировки Александру Малышеву и некоторым деятелям «Тамбовской» группировки. Впервые арестован в 1994 году по обвинению в незаконном хранении оружия. Начиная с 1993 года пережил пять покушений. В отношении Цепова были возбуждены уголовные дела. Последнее дело было возбуждено в марте 1998 года, по обвинению в вымогательстве 70 тыс. долларов.

## Карьерный взлёт
После прихода к власти Владимира Путина стал одной из самых влиятельных фигур в деловой и околополитической жизни Петербурга. Принимал участие в торжествах первой инаугурации Путина.
Ему приписывали тесные связи с министром внутренних дел Рашидом Нургалиевым, начальником президентской охраны Виктором Золотовым и замглавой президентской администрации Игорем Сечиным. Утверждалось также, что благодаря своим связям он оказывает важное влияние на назначения в ГУВД и УФСБ. Журналисты называли его «серым кардиналом» и «охранным олигархом».
Сам Цепов о слухах, окружающих его имя, заявлял:

Почему-то во все времена Цепов оказывался наиболее удобной фигурой для слухов. Выборы — Цепов. Уголовные дела, транши, кредиты, топливный бизнес, охранный, казино — Цепов. Кадровые перестановки — тоже я. Серый кардинал обязательно должен быть при короле.

## Смерть
11 сентября 2004 года почувствовал себя плохо и 24 сентября скончался. Следствием было установлено отравление. Впоследствии подозревалась лучевая болезнь, причём пресса отмечала сходство симптомов болезни Цепова и Литвиненко, отравленного полонием-210. Так, историк спецслужб Борис Володарский в 2009 году в эфире радио «Свобода» выразил уверенность в убийстве Цепова «несомненно, что радиоактивным ядом», назвав его гибель в одном ряду с убийством Анны Политковской и отравлением Александра Литвиненко.
Похоронен на Серафимовском кладбище, рядом с могилой родителей Владимира Путина.
Цепов почувствовал недомогание 11 сентября. В этот день утром он завтракал у себя на даче, затем отправился на Литейный проспект, дом 4, в здание УФСБ по Санкт-Петербургу и Ленинградской области. Там он пил чай. Потом поехал в Главное управление внутренних дел (ГУВД), где встречался с начальником одного из подразделений и ел мороженое. В 4 часа дня ему стало плохо. Но врачи не могли установить точный диагноз. Симптомы напоминали сильное пищевое отравление. В тяжелом состоянии он был доставлен в одну из частных клиник Санкт-Петербурга. За два дня до смерти он был переведен в Центр передовых медицинских технологий (бывшая больница им. Свердлова). Планировался срочный вывоз Цепова на лечение в Германию. Но болезнь развивалась слишком стремительно, вывезти в Германию Цепова не успели.
Данные предварительной экспертизы показали, что в крови содержалось большое количество лекарственного препарата, используемого при химиотерапии больных раком крови (лейкемией). Но умерший не страдал онкологическими заболеваниями. По версии медиков, смертельная доза препарата в виде раствора или измельченных таблеток могла быть введена в пищу. Эксперты расходились во мнениях: радиоактивные изотопы, неизвестный яд, соли тяжелых металлов.
Многие годы наблюдал Цепова его лечащий врач, заведующий отделением 32-й больницы Петр Пирумов. Предоставим ему слово, так как впервые об отравлении пациента нам рассказывает наблюдавший жертву отравления врач:
"Все началось субботним сентябрьским днем. Звонит его жена: Петр Ашотович, Роману плохо. Отравился. Какие симптомы? Рвота и понос. Я хоть и был за 300 километров от города, позвонил на работу и послал к нему домой бригаду. Я еще по Афганистану знаю, что это сочетание очень опасно - если это не остановить, наступает обезвоживание и обессоливание организма, человек быстро теряет силы… Задача - налить его. Дать жидкости и провести дезинтоксикацию. Единственное, что меня смутило сразу, не было температуры. Обычная токсикоинфекция сопровождается резким повышением температуры тела.
Всю ночь с субботы на воскресенье у него работала бригада реаниматологов, самочувствие немного улучшилось, но симптомы остались. Я приехал в воскресенье и убедил его лечь в больницу. Состояние было плохое. Рвоты уже не было, понос стал реже. Но главное - никаких признаков инфекции не было. Это было отравление без отравления.
Я пригласил крупного специалиста в этой области из Боткинской больницы. Мы делали бактериологические исследования и параллельно его лечили. Что нам сразу не понравилось - не было должного лейкоцитоза. Обычно организм борется с болезнью, и содержание лейкоцитов резко повышается. А у него реакции организма не было, защита не срабатывала.
Надо сказать, Роман накануне почти всю неделю провел в Москве, приехал в Петербург только в пятницу. Спрашиваем, что ел в тот день. "Ничего", - отвечает, только пил. По всему выходит, отравился он еще в Москве.
Рому надо было знать - он был очень избирателен в еде, в последнее время вел вегетарианский образ жизни. Не знаю, с чем это было связано - со здоровьем или какими-то другими причинами, но в случайных местах он не ел.
Первые сутки я просто ночевал в его палате. Мы капали ему все необходимые препараты, защищали все органы, очень серьезно работали. Самочувствие стало получше. Но клиники отравления по-прежнему не было. И это меня очень смущало. Более того, лейкоциты потихоньку стали снижаться, их было сначала порядка семи тысяч, потом они опустились до четырех тысяч. У меня уже возникло подозрение, что все это неспроста. А Роман - он все больше молчал и на расспросы мои о том, что и где ел, толком не отвечал.
На всякий случай, я решил его дополнительно проверить. Обыскал все лаборатории в Петербурге в поисках тех, которые бы могли определить соли тяжелых металлов. Нашел только одну - с трудом уговорил сделать срочный анализ. Через три дня получаем ответ - все в норме, но в моче обнаружена ртуть. Она хоть и в пределах нормы, но все равно такого количества никто не ожидал.
Тем временем самочувствие у него на фоне этой терапии понемногу улучшилось. Я отправил его на легкий массаж, и он стал потихоньку оживать. И в следующую пятницу Роман решил выписаться из больницы, более того, сам сел за руль и утверждал, что все у него пошло на поправку. Но лейкоциты все время падали, и в день выписки они у него уже были 2,5 тысячи. Я ему говорю - с такой кровью очень опасно, организм не сопротивляется, он открыт любой инфекции. Если мы на дне этого провала - это хорошо, а если нет? Но Роман настоял на выписке - я, мол, буду беречься.
Накануне мы собрали консилиум из ведущих врачей Петербурга […] обсудили все анализы, и я немного успокоился - никаких особо плохих прогнозов никто не делал. Мы думали, может, это […] лучевое отравление - клиника как при лучевой болезни. Но дозиметром посмотрели - все в пределах нормы.
Тем не менее в субботу я прислал ему домой медсестру, чтобы она поставила капельницу и взяла кровь на анализ. Она мне в воскресенье звонит: "Петр Ашотович, состояние мне его не нравится".
Я все бросил, приехал к нему - у него начался стоматит, такое ощущение, что содрали кожу с языка и губ. Симптоматика такая, как будто больному только что сделали курс химиотерапии. Мы думали, что это какая-то аллергическая реакция на какой-то препарат. Но нет такого препарата, который бы дал такую реакцию. Все было так, как будто ему сделали химиотерапию при лейкозе. Ведь смысл химиотерапии - убить опухоль, т. е. быстрорастущие клетки. Человек сначала ничего не замечает, а потом у него падают лейкоциты, начинается стоматит. Потом уже страдают клетки костного мозга, падают тромбоциты. И наступает третья стадия - в медицине она называется цитопиния. Это когда к больному подойти даже нельзя, он подхватывает любую инфекцию на расстоянии 5-7 метров. У Романа все было очень похоже на симптоматику при лечении лейкоза химией. К тому времени как раз началась вторая стадия - выраженная реакция, которая привела к опустошению костного мозга. Лейкоцитов была уже тысяча.
Мы опять собрали консилиум и сказали, что ему надо находиться в многопрофильной клинике, где есть служба переливания крови, инфекционисты. И профессор Голофинский предложил - давайте мы его возьмем к себе, на кафедру госпитальной терапии Медицинской академии. Там есть все, что нужно, любой специалист. Но Роман категорически отказался. […]
Наконец семья приняла решение положить его в 31-ю больницу. Я тут же позвонил своей знакомой из этой клиники, большой умнице - профессору Белогоровой. Попросил ее вернуться с дачи, а были выходные. Через три часа звонит мне. "Знаешь, - говорит, - там все плохо, он буквально расползается у нас на глазах. Это, - говорит, - очень похоже… есть такой гемотоксический яд, которым лечат лейкоз".
На следующий день я послал в эту клинику все результаты исследований, но было уже поздно - вскоре Роман умер.
Расследование было очень непрофессиональное. В тысячу раз менее серьезные дела рассматривались куда тщательнее. У меня даже историю болезни не запросили. А потом был один непонятный звонок. "Здравствуйте, - говорят, - Петр Ашотович, мы судебные эксперты такие-то. Очень бы хотелось ваше мнение услышать, что же это было". Я предложил им приехать. "Нет, - говорят, - давайте телеконференцию проведем". Хорошо. Я им всю клинику рассказал. Высказал свои предположения о гемотоксическом яде. Они это внимательно выслушали, а потом говорят мне: "Петр Ашотович, а мы-то выяснили, отчего он умер. У Романа Игоревича был рак предстательной железы, и он сам себя залечил лекарствами". Я им в ответ: "Как же вам не стыдно, вы что, с медсестрой разговариваете? Да я ему не просто ультразвуковые исследования все переделал, мы двадцать раз его с ног до головы смотрели, и уж поверьте, мы бы нашли этот рак, сто раз бы нашли. Да и какой рак вам даст полное опустошение костного мозга?! Кому вы это рассказываете?" Короче говоря, я им сказал так: "Мне с вами разговаривать неприятно, я вас не уважаю". И повесил трубку. Вот этот звонок меня и убедил, что вся эта история неспроста".
На отпевании Цепова в храме присутствовали Виктор Золотов (начальник Службы безопасности президента); Константин Ромодановский (начальник Главного управления собственной безопасности ФСБ); Андрей Новиков (на тот момент - начальник Главного управления МВД по Северо-Западному федеральному округу, а ныне заместитель министра); начальник ГУВД Санкт-Петербурга Михаил Ваничкин; спиртоводочный "олигарх" и член Совета Федерации от Ненецкого округа Александр Сабадаш; депутат Государственной думы Александр Невзоров; изгнанный из органов при Ельцине адвокат Дмитрий Якубовский; многолетний деловой партнер и сообщник по многим неафишируемым делам Барсуков-Кумарин.
На кладбище поехали лишь близкие друзья и родственники; в их числе - Барсуков-Кумарин. Взвод милиции почтил память Цепова выстрелами в воздух (по военным законам так могли хоронить офицеров в ранге не ниже полковника). Похоронен был Цепов на известном Серафимовском кладбище, где лежат и официальные родители Путина.
По факту смерти Цепова было возбуждено уголовное дело по ст. 105 УК России (убийство). Результаты расследования огласке не предавались. Однако по крайней мере одна газета - "Московские новости", - не называя по имени действующего президента России, обвинила в убийстве Цепова именно Путина. Автор статьи писал:
"Имя Цепова хорошо известно в Санкт-Петербурге. Но мало кто знает об истинном статусе этого человека. Лет семь назад в моем распоряжении оказался документ, составленный, судя по всему, одной из отечественных спецслужб. В документе утверждалось, что Цепов собирал дань с ряда петербургских казино для одного из высокопоставленных чиновников ФСБ. Информацию о Цепове я попытался проверить у следователя по особо важным делам Генпрокуратуры Юрия Ванюшина. Бригада, возглавляемая им, расследовала уголовное дело, связанное с поставками в Санкт-Петербург импортных товаров в обход таможни - через военный порт. Ванюшин (ныне покойный) подтвердил: по информации, которой располагала следственная бригада, Цепов действительно собирал с коммерческих предприятий деньги и лично передавал их "высокопоставленному чиновнику в Москве". Так что разговоры о некой особой роли Цепова, циркулирующие в обеих столицах, не лишены оснований. Например, о том, что масштаб коммерческих проектов, в которых он участвовал, соответствовал возрастающим возможностям того самого столичного чина, которому он в свое время доставлял черный нал".

"Столичным чином" был, конечно же, Путин.»

## Семья
Дочь Дарья Романовна Цепова после смерти отца вышла замуж за уроженца Судана Хуссама Башира Саида Мохаммеда, сразу после совершеннолетия добровольно уехала в Объединённые Арабские Эмираты. Одновременно со счёта Цеповой мошенниками были сняты 815 тыс. евро. 
Пока достоверно известно лишь, что в операции мог участвовать менеджер компании TВN International traiding FZC Александр Павлович Быковский, на имя которого Дарья Цепова 2 июня 2009 года выписала договор поручения совершать от её имени «действия, необходимые для поиска и взыскания денежных средств, имущества и прочих активов» принадлежащих самой Даше и ее отцу. Сергей Владимирович Кондратов, которого собеседник Кирилла Метелёва назвал подельником Быковского, в этом документе не упоминается, хотя, без сомнения, существует, поскольку вместе с Александром Павловичем учредил в Петербурге OOO «Агентство проектного финансирования «Нева-капитал».
Бывшая жена Романа Цепова в 2010 году сообщала о возбуждении уголовного дела о похищении её дочери.
4 ноября 2016 года Дарья Цепова родила дочь – это её четвертый ребёнок. Первые трое – сыновья.
Роман Цепов был отравлен и ушёл из жизни 24 сентября 2004 года. За четыре дня до смерти ему Указом президента РФ присвоено специальное звание генерал-майора милиции. У Цепова осталось двое детей – сын Игорь и дочь Дарья.

## Фильмография
| Год       |   | Название                               | Примечание                             |
| --------- | - | -------------------------------------- | -------------------------------------- |
| 2000—2000 | с | Бандитский Петербург. Фильм 2. Адвокат | Продюсер, эпизодическая роль в 7 серии |
| 2004—2004 | с | Честь имею!..                          | Продюсер                               |

Указан в титрах фильма «Чистилище» в категории «боевая стрельба». Там же указана компания «Балтик-Эскорт» в категории «охрана».